# Thermus thermophilus
Thermus thermophilus — вид екстремально термофільних грамнегативних бактерій, що використовуються як модельні організми у біотехнології та молекулярній біології. Оптимальна температура росту бактерій — 65 °C. Вперше мікроорганізми були виділені Таїро Осіма і Кацутомо Імахорі 23 вересня 1968 року з геотермального джерела (80 °C, pH 6,3) у Майне, префектура Сідзуока, Японія. Типовим штамом є HB8 (=ATCC 27634) . Відомо, що мікроорганізм відіграє важливо роль у розкладанні органічних речовин при утворенні компосту. Штами HB8 та HB27 найбільш часто використовуються у работі в лабораторії. Аналіз геному цих штамів провели у 2004 році. Thermus thermophilus має найвищу частоту природніх трансформацій серед живих істот.

## Культурально-морфологічні ознаки
Thermus thermophilus — це вид паличкоподібних неспороутворюючих грамнегативних бактерій. Спор і джгутиків не мають. Нерухомі. Довжина 3 мкм, ширина 0,5 мкм. В полі зору мікроскопа розташовуються поодиноко, парами або ланцюжками .
При культивуванні на твердому поживному середовищі протягом 24 години при температурі 60 °C Thermus thermophilus утворює круглі пласкі колонії з гладкою поверхнею та жовтувато-оранжевим кольором, діаметром 1 мм. В рідкому поживному середовищі утворюють плівку та/або помутніння .

## Фізіологічні ознаки
Thermus thermophilus є облігатним аеробом та термофілом. Внутрішня мембрана T.thermophilus утворює числені мезосоми. Бактерії не слабко ростуть за температури 50 °C, при температурі нижче 47 °C ріст не спостерігається зовсім. Максимальна температура — 85 °C, оптимальна — 65 — 72 °C 
Мінімальна кислотність — рН 5,1, максимальна кислотність — рН 9,6. Оптимальна кислотність при кімнатній температурі — рН 7,5, температурно-залежний коефіцієнт середовища дорівнює -0.01 одиниця pH на градус 
Оптимальна концентрація NaCl — 0,2 — 0,3 %. Ріст був слабким у присутності 2 % хлориду натрію, і зростання не спостерігалося в середовищах, що містять 5 % хлориду натрію або більше 
Thermus thermophilus є гетерохемоорганотрофами. Джерелами вуглецевого живлення є глюкоза, галактоза, мальтоза та лактоза, але не сахароза чи маніт. У синтетичному середовищі, що містить глюкозу та сіль амонію як джерела вуглецю та азоту відповідно, зростання практично не спостерігалося. Бичачий сироватковий альбумін або молочний казеїн можуть служити єдиним джерелом вуглецю та азоту. Вітаміни, необхідні для росту T.thermophilus: п-амінобензоат, біотин, холіну бромід, ціанокобаламін, фолієва кислота, міо-інозитол, нікотинамід, мононатрієва кислота оротова, D-пантотенова кислота, піридоксину гідрохлорид, рибофлавін, спермідин, тіаміну гідрохлорид. Солі, необхідні для росту T.thermophilus: борна кислота, хлорид кальцію, нітрат кобальту, мідний купорос, хлорид заліза, хлорид магнію, сульфат марганцю, хлорид нікелю, молібдат натрію, сульфат цинку.
Час генерації при оптимальній температурі (75 °C) при інтенсивному струшуванні становить 18-20 хв, логаріфмічна фаза відсутня. Культура досягає стаціонарної фази через 5 годин культивування. На стаціонарній фазі концентрація клітин становить 8 X 10^8 клітин на мл. Бактерії повільно розріджують желатин, не утворюють індол з поліпептону та не відновлюють нітрат.

## Біохімічні ознаки
T.thermophilus чутливий до різних антибіотиків, включаючи ті, які, як відомо, досить неефективні проти грамнегативних бактерій. Мікроорганізми є стійкими до пеніциліну, граміцидину J, ампіциліну, новобіоцину, ристоцетину, метициліну, стрептоміцину і хлорамфеніколу, актиноміцину D. Додецилсульфат натрію, дезоксихолат натрію та етилендіамінтетраацетат (EDTA) також є ефективними інгібіторами штаму HB8.
При обробці інтактних клітин лізоцимом яєчного білка при 60 С утворюються сферичні протопласти, які є більш осмотично та термічно стабільними, аніж протопласти мезофільних бактерій. T.thermophilus є стійким до лізоциму при кімнатній температурі. Першовідкривачі мікроорганізму зробили припущення, що будова мембрани впливає на термостабільність мікроорганізмів. У цьому контексті M. Oshima проаналізував ліпідний склад штаму HB8 і виявив невідомий гліколіпід і невідомий фосфоліпід як основні компоненти. Ці неідентифіковані ліпіди становили більше двох третин загального вмісту ліпідів за вагою. Гліколіпід складався з одного залишку глюкози, N-1 5-метилгексадеканоїлглюкозаміну та дигліцериду та двох залишків галактози. Визначення хімічної структури цих нових ліпідів мембрани штаму HB8 T.thermophilus може сприяти з'ясуванню незвичайної стійкості мембрани до теплового та осмотичного шоку.
Загальні клітинний білок цих бактерій є набагато більш стійким до нагрівання, ніж білки мезофільних і лише близько 10 % загального білка денатурується при нагріванні при 110 °C протягом 5 хвилин. Тим не менш, амінокислотний склад білків T.thermophilus подібний до складу білків мезофільних бактерій.
Бактерії синтезують нерозчинний жовтий пігмент, який надає забарвлення колоніям. Спектр поглинання пігменту має пік при 453 нм з плечима при 473 нм і 430 нм. Цей спектр свідчить про те, що пігмент є каротиноїдною сполукою.

## Генетичні ознаки
Вміст ГЦ-пар у T.thermophilus становить 69 мол.%. Найбільш широко використовуваний штам T.thermophilus, HB27, має геном, що складається з основної хромосоми розміром 1894877 п.н., що несе 1988 білок-кодуючих генів, і мегаплазміди, pTT27, розміром 232605 п.н., що містить 230 генів, що білок-кодуючих генів. Значна кількість цих генів, 20 % хромосомних генів і 39 % відкритих рамок зчитування pTT27, не мають відомої функції. Як продемонструвало відкриття ДНК-полімерази Taq і, нещодавно, ДНК-залежної системи інтерференції ДНК, функціональна характеристика цих генів має потенціал для значного впливу як на біотехнологію, так і на фундаментальні біологічні дослідження.

## Використання людиною
Thermus thermophilus — це бактерії, які широко використовується як модель термофілу для проведення генетичних маніпуляцій. Придатність мікроорганізмів як системи генетичної моделі визначається їхньою природною здатністю до трансформації. Клітини T.thermophilus поглинають ДНК під час росту, не потребуючи попередної хімічної або фізичної обробки. Це дуже спрощує введення штучних плазмід у бактерії для іхної трансформації. Крім того, T.thermophilus може кон'югувати як з бактеріями власного роду, так і з E.coli, що також є зручним для перенесення бажаних генів в клітину .
На T.thermophilus проводяться фундаментальні біологічні дослідження, наприклад, вивчення біосинтезу каротиноїдів , молекулярної еволюції, шляхом порівняння консервативних білок-кодуючих послідовностей генів у T.thermophilus та E.coli. На T.thermophilus вивчалася будова глутаміл-тРНК-синтетази, амінопептидази, малої та великої субодиниць рибосоми.
Також T.thermophilus є джерелом термозимів — термостабільних ферментів.
Найбільш відомим термозимом, отриманим від T.thermophilus Tth ДНК-полімераза. Подібно до Taq ДНК-полімерази, Tth ДНК-полімераза є активною при температурі 75–80 °C та має 5'-3' екзонуклеазну активність. Tth ДНК-полімераза в присутності магній хлориду набуває зворотньо-транскриптазної активності і є у 100 разів ефективнішою у ЗТ-ПЛР, аніж Taq ДНК-полімераза.
Зокрема, таким ферментом є α-галактозидаза — фермент, що розщеплює галактоглюкоманнани у геміцелюлозі клітинної стінки рослин. α-галактозидази мають великий потенціал як у біотехнологічному, так і в медичному застосуванні. Наприклад, ці ферменти використовуються для лікування хвороби Фабрі, при ксенотрансплантації і при трансформації групи крові для безпечного переливання. Крім того, α-галактозидази пропонують багатообіцяюче рішення для розкладання рафінози в бурякоцукровій промисловості, целюлозно-паперовій промисловості, а також у соєвих харчових продуктах і переробці кормів для тварин. α-галактозидази широко використовуються в синергічній комбінації з целюлазами для виробництва біоетанолу з лігноцелюлози. Оптимальна температура та кислотність для α-галактозидази T.thermophilus — 90 °C і рН 6,0, що робить її перспективною для використання у промисловості, де багато процесів відбувається за високою температури для підвищення швидкості протікання рекцій.